# جواكيم فيديرا
جواكيم فيديرا (مواليد 1 ديسمبر 1984) هو مبارز بالسيف برتغالي، مثّل بلاده في الألعاب الأولمبية الصيفية 2008.

## روابط رياضية
جواكيم فيديرا على موقع الاتحاد الدولي للمبارزة (الإنجليزية)
- جواكيم فيديرا على موقع أوليمبيديا (الإنجليزية)